# Vlag van Malle
De vlag van Malle werd door de gemeenteraad op 9 november 1981 officieel vastgesteld als de gemeentelijke vlag van de Antwerpse gemeente Malle. Op 3 december 1984 werd hij door het Bestuur van Vlaanderen bevestigd en uiteindelijk gepubliceerd op 8 juli 1986 in het officiële Belgisch Staatsblad. De beschrijving luidt:
Blauw met een witte keper, onderaan vergezeld van een witte rooster.
Blauw is afkomstig uit het wapen van de voormalige gemeenten Oostmalle en Westmalle. De keper komt uit het eerste kwart van het wapen van Westmalle, terwijl het rooster afkomstig is uit het wapen van Oostmalle, waar hij gedragen werd door de heilige Sint-Laurentius.

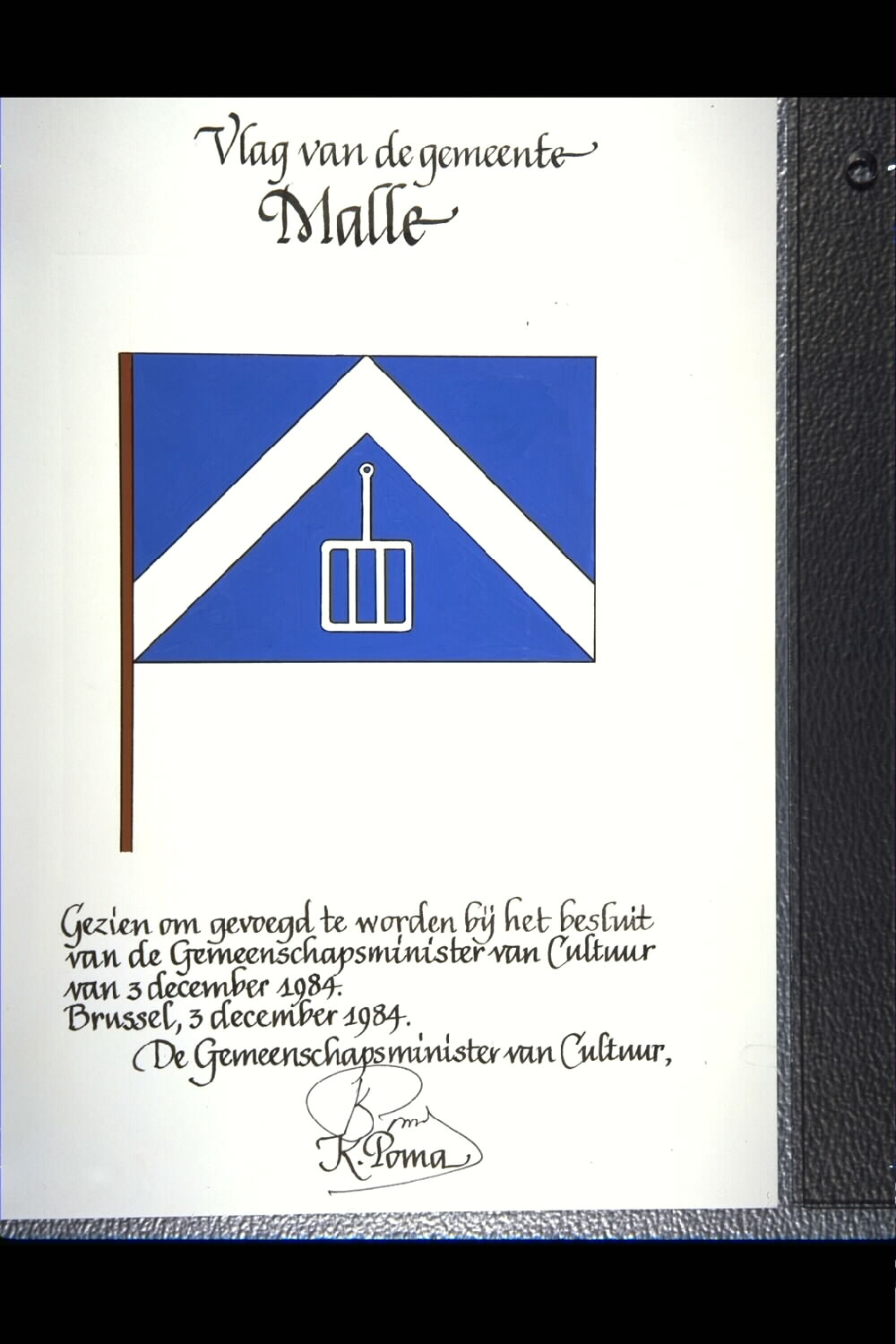
Ontwerp vlag getekend door Karel Poma